# Hoya acanthominima
Hoya acanthominima ist eine Pflanzenart der Gattung der Wachsblumen (Hoya) aus der Unterfamilie der Seidenpflanzengewächse (Asclepiadoideae). Mit 4 mm Blütendurchmesser hat Hoya acanthominima mit die kleinsten Blüten innerhalb der Gattung Hoya.

## Merkmale
Hoya acanthominima ist eine epiphytische kletternde Pflanze mit verzweigten Trieben. Die kahlen Triebe sind im Querschnitt rund und haben lange Internodien, sind aber gut beblättert. Die Blätter sind gestielt, die Stiele sind 1,2 cm lang und meist gebogen. Die fleischigen Blattspreiten sind elliptisch, 4,4 bis 8,5 cm lang und 1 bis 2,1 cm breit. Sie sind kahl mit ledriger Textur. Die Basis und der Apex laufen spitz zu.
Der doldenförmige Blütenstand enthält etwa 13 Blüten, die sehr lose stehen. Die Oberfläche des Blütenstandes ist annähernd flach. Die kahlen Blütenstandsstiele sind rd. 8,5 cm lang und im Querschnitt rund. Die Blütenstiele sind fadenförmig, kahl und bis 1,9 cm lang. Die Blütenkrone misst nur 4 mm im Durchmesser. Die Kelchblätter sind länglich und spitz zulaufend. Sie sind 1 mm lang, überwiegend kahl, lediglich die Ränder sind mit Zilien besetzt. Die Kronblattzipfel sind stark zurückgeschlagen, die unteren Hälften sind verwachsen. Sie sind außen kahl, innen teilweise flaumig behaart. Die Zipfel der Nebenkrone sind außen kahl. Sie sind sternförmig ausgebreitet, leicht nach unten gebogen. Die inneren Fortsätze stehen aufrecht und biegen sich über dem Griffelkopf zusammen. Der Apex ist stumpf mit einer längs verlaufenden Eintiefung. Die äußeren Fortsätze sind bilobate, von der Spitze her schmal eingeschnitten. Die Pollinien sind länglich, 230 µm lang und 100 µm breit. Das Corpusculum ist rhombisch und hat eine Gesamtlänge von 130 µm, eine Schulterbreite von 70 µm. Die Caudiculae sind 140 µm lang und 30 µm dick.

## Geographische Verbreitung und Habitat
Die Art ist bisher nur von der Typuslokalität bei Meragondon, Real Quezon, Luzon, Philippinen bekannt. Sie wächst dort in tropischen Regenwäldern nahe der Küste.

## Taxonomie
Das Taxon Hoya acanthiomina wurde 2013 von Robert Dale Kloppenburg, George Mendoza und Ulisses Flores Ferreras erstmals beschrieben. Der Holotyp wurde von George Mendoza nahe Meragondon, Real (Quezon), Luzon, Philippinen gesammelt. Er ist im Herbarium der Universität der Philippinen unter der Nr. 14648 (PUH) aufbewahrt.